# Hengersberg
Hengersberg település Németországban, azon belül Bajorországban. Lakosainak száma 7904 fő (2023. december 31.). Hengersberg Deggendorf, Iggensbach, Winzer, Niederalteich, Schaufling, Osterhofen, Auerbach, Grattersdorf és Schöllnach községekkel határos.

## Népesség
A település népessége az elmúlt években az alábbi módon változott:
| Lakosok száma | 1340 | 2881 | 5311 | 6157 | 7191 | 7277 | 7554 | 7656 | 7867 | 7904 |
|               | 1875 | 1950 | 1975 | 1987 | 2012 | 2014 | 2016 | 2017 | 2021 | 2023 |